# دوقلوهای کارلسون
دوقلوهای کارلسون (انگلیسی: Carlson Twins) دو برادر دوقلو مدل اهل ایالات متحده آمریکاست.